# Парресия
Парресия (др.-греч. παρρησία) — это особая форма речи, при которой говорящий откровенно и ясно выражает свои мысли и чувства, избегая риторических украшений и обеспечивая полное и точное понимание своих слов аудиторией. Дословный перевод с греческого означает «говорить все» — от «pan» (всё) и «rhema» (то, о чем говорится).
В цикле лекций «Дискурс и истина» (1982—1983) Мишель Фуко утверждает, что парресия — это вербальная деятельность, в которой говорящий выражает свое личное отношение к истине, ради которой он готов рисковать своей жизнью, потому что он признает правдивость как обязанность заботиться о других людях (а также о себе). В парресии говорящий пользуется своей свободой и выбирает откровенность вместо недомолвок, правду вместо лжи или молчания, риск смерти вместо жизни и безопасности, критику вместо лести и моральный долг вместо корысти и моральной апатии.